# The Showgirl Princess
The Showgirl Princess è un libro per bambini della cantante australiana Kylie Minogue. È stato rilasciato da Puffin Books il 21 settembre 2006.
Il nome del libro si rifà alla tournée della Minogue Showgirl: The Greatest Hits Tour, conclusasi nel maggio 2005. Difatti, anche la storia raccontata si ispira alla vita della popstar durante il sopracitato tour.

## Informazioni

### Antefatti
La notizia della scrittura di un libro per bambini da parte della Minogue è iniziata a circolare ad inizio marzo 2006, mentre la popstar si stava riprendendo dalle cure oncologiche per il trattamento del tumore alla mammella, diagnosticatole nel maggio 2005.
Kimberly Maul e Chuck Shelton di thebookstandard.com hanno notato la mossa della Minogue simile a quella intrapresa già da Madonna, che ha riscosso un ampio successo con la pubblicazione della saga di libri per bambini Le rose inglesi.

### Descrizione
Le illustrazioni di The Showgirl Princess sono state realizzate da Swan Park, mentre all'interno dell'opera sono contenute le fotografie della cantante scattate dal suo storico collaboratore William Baker. L'immagine di copertina si rifà all'atto Dreams dello Showgirl Tour, in cui Kylie indossa un lungo abito rosa disegnatole da Karl Lagerfeld mentre si esibisce seduta su una mezza luna brillantinata.
La storia narrata è ambientata nel setting dello Showgirl: The Greatest Hits Tour: mentre la cantante si prepara per salire sul palco, le sfavillanti scarpette da showgirl vanno perdute e, con l'aiuto dei suoi amici ballerini e musicisti, inizia la ricerca delle scarpe. Una volta trovate, Kylie è pronta per iniziare il concerto.
Il libro si compone di 32 pagine ed è pensato per un target compreso tra i 6 e i 10 anni.

## Pubblicazione
Il libro, venduto per £12.99, è stato commercializzato in formato copertina rigida, prodotto e stampato in Italia da Puffin.
Per il rilascio dell'opera, la Minogue ha tenuto un firma-copie a Londra presso Waterstone's Oxford Street, il 30 settembre 2006.
Sempre nel settembre 2006, The Showgirl Princess è stato distribuito in lingua spagnola, edito da Serres, col titolo "Una princesa en el escenario".